# Naveta

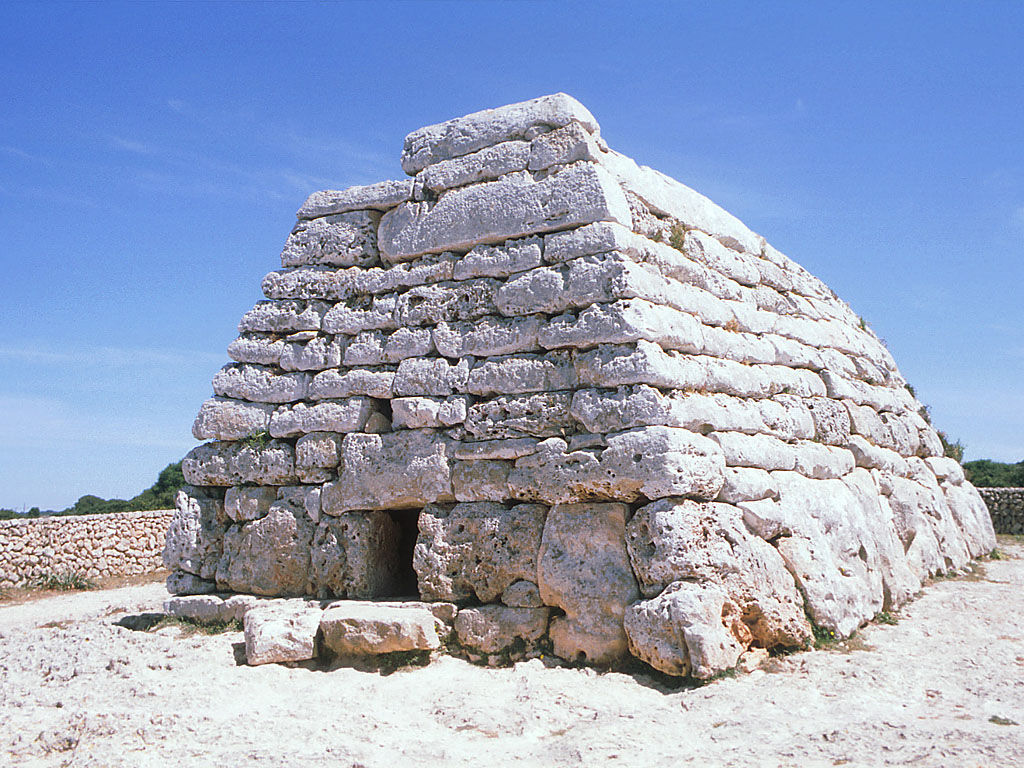
Naveta d'Es Tudons.

Une naveta (pluriel navetes), parfois dénommée navette d'enterrement ou navette funéraire (« naveta de enterramiento »), est un monument funéraire préhistorique mégalithique des Îles Baléares. 

## Étymologie
Une naveta (pluriel navetes) est un monument funéraire mégalithique qui doit son nom à sa forme ressemblant à celle d'un petit navire, dont la coque serait renversée, tandis que la façade rappelle celle de la poupe. Ce nom a été utilisé pour la première fois en 1818 par Joan Ramis i Ramis dans son ouvrage Antigüedades célticas de Menorca pour décrire la naveta d'Es Tudons à partir du mot catalan « naveta » signifiant petite nef ou navette. Par ailleurs, Ramis pensait que ce type de monument était un temple dédié à la déesse Isis, en laquelle il voyait l'inventrice de la navigation et la protectrice des marins. 
Pour éviter toute confusion, la dénomination antérieurement utilisée de navette d'habitat (« naveta de habitación ») est désormais abandonnée et remplacée par celle de naviforme. Les deux types d'édifice correspondent à des usages différents, une naveta a un usage uniquement funéraire alors qu'un naviforme désigne une maison, et à des époques différentes, les navetes datent de la période talayotique alors que les naviformes datent d'une période pré-talayotique désignée d'ailleurs sous le nom de Naviforme. Les navetes sont exclusives de l'île de Minorque alors que des habitats naviformes ont été édifiés à Minorque comme à Majorque.

## Architecture
Les navetes mesurent plus de dix de mètres de long sur quelques mètres de haut. Une naveta est construite avec de gros blocs de pierre disposés en appareil cyclopéen. Les blocs ont préalablement été soigneusement régularisés et sont agencés de manière harmonieuse formant des murs lisses et hermétiques, donnant à l'ensemble un caractère monumental. On accède à l'intérieur du monument par une entrée unique en façade, de type monumental avec un petit trilithe composé de deux piliers et d'un linteau souvent de très belle facture, ou par une simple dalle perforée. L'entrée permet d’accéder à une antichambre et une chambre funéraire de forme ovale et d'une superficie allant de 7,70 à 13,10 m2. Chambre et antichambre sont séparées par une dalle verticale percée en « porte de four », très étroite, plus ou moins rectangulaire et parfois encadrée d'une feuillure destinée à maintenir un dispositif de fermeture (porte en bois ou petite dalle) .

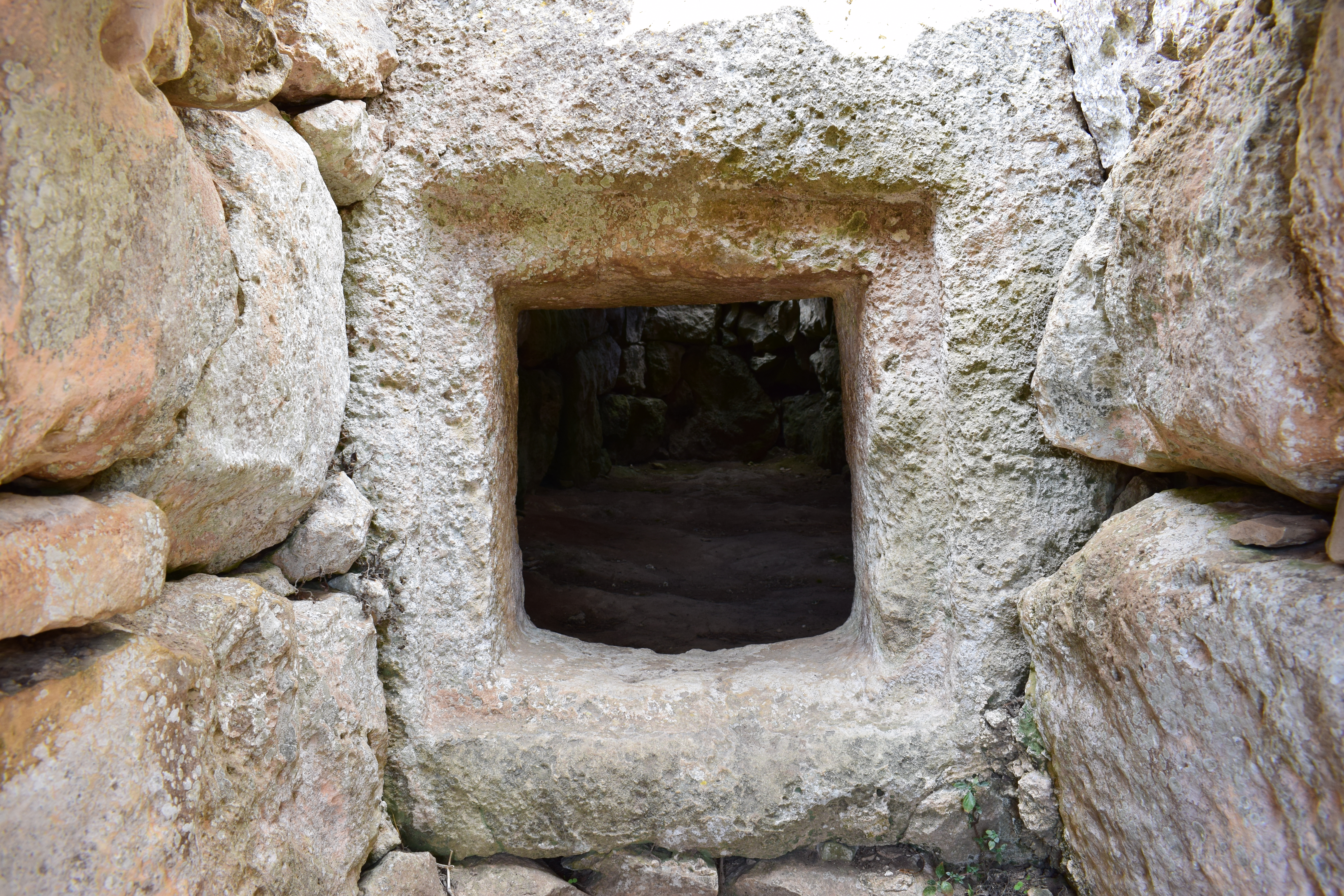
Ouverture en « porte de four » avec sa feuillure (Naveta nord de Rafal Rubí).

Certaines navetes comportent deux étages. Le mauvais état de conservation de beaucoup de monuments ne permet pas de savoir si toutes les navetes comportaient deux niveaux, ou s'il s'agit d'une disposition propre à quelques édifices exceptionnels. Lorsqu'il existe, le deuxième étage est accessible depuis l'antichambre par une étroite cheminée verticale et les deux étages sont séparés par de grandes dalles posées à plat côte à côte. La naveta d'es Tudons est le monument le plus emblématique et le plus célèbre de ce type.
L'architecture interne de la naveta peut présenter quelques variantes selon les monuments : l'antichambre est parfois absente et la chambre est de forme absidiale, rectangulaire, circulaire ou ovale. Traditionnellement, les navetes sont classées en deux groupes distincts : les navetes circulaires et les navetes allongées. Au début du XXe siècle, A. Vives Escudero et J. Flaquer qualifièrent d'« intermédiaires », les navetes de forme circulaire (Biniac ouest) parce qu'ils estimaient qu'elles représentaient un lien d'évolution entre les talayots et les navetes à plan allongé. Toutefois, selon des datations au radiocarbone récentes, il semble que les navetes circulaires et celles à plan allongé soient contemporaines. La proximité typologique se double d'une proximité géographique des monuments. Ce qui pourrait laisser penser que des communautés sociales différentes ont construit un même type des monuments, à la même période, qui ne diffèrent essentiellement que par leur forme extérieure.

## Fonction funéraire
Le caractère funéraire des navetes est incontestable : toutes les fouilles de monuments de ce type ont montré qu'il s'agissait d'édifices destinés à servir de sépulture collective et qu'ils furent en usage sur de longues périodes. La naveta de La Cova renfermait ainsi les ossements de plus d'une centaine d'individus, certains ayant été repoussés contre les parois de la chambre pour faire place à de nouvelles inhumations, même l'antichambre servait à entreposer des cadavres.
Le constat que les navetes sont concentrées aux deux extrémités de l'île de Minorque a été souligné par de nombreux chercheurs et aucune naveta n'a été recensée dans la partie centrale de l'île. Ces deux zones géographiques correspondent aux zones les plus fertiles de l'île. Au sein de ces espaces, toutes les navetes ont été construites relativement loin des constructions non funéraires : une certaine distance, de 1 000 à 2 000 m a toujours été conservée avec les sites d'habitat mais beaucoup moins avec les autres tombes (autre naveta comme à Rafal  Rubí, hypogée, grotte naturelle, dolmen). Il n'y a pas pour autant d’organisation standard de l'espace funéraire.
D'une manière générale, l'architecture des navetes comporte des similarités avec celle des dolmens des îles Baléares : petit couloir d'entrée, accès à la chambre par une dalle percée, forme générale du monument pouvant évoquer celle d'un cairn. Selon L. Plantalamor, les navetes seraient une évolution locale des dolmens locaux et l'exclusivité de ce type de construction à Minorque pourrait s'expliquer par la plus forte fréquence des dolmens sur cette île. Toutefois, il semble que la transition entre les dolmens et les navetes ne se soit pas opérée directement mais par une phase intermédiaire représentée par un autre type de monument funéraire appelé « sépulcre à triple parements » ou « proto-navette » (Ses Arenes de Baix, Son Olivaret).

## Datation
Les navetes qui ont été fouillées avaient toutes été pillées depuis longtemps et les rares couches archéologiques retrouvées à peu près préservées (Cotaina d'en Carreres, Cala Morell) ont été fouillées selon d'anciennes méthodes peu précises. Dès lors, les pratiques funéraires accompagnant les dépôts sont incertaines mais il semble que les rites demeurent très proches de ceux qui étaient antérieurement pratiqués dans les grottes. Les quelques datations au radiocarbone qui ont pu être obtenues correspondent à une utilisation principalement durant la période proto-talayotique (1050-850 av. J.-C.) mais certaines datations (Cala Morell, Rafal Rubí) sont plus anciennes, autour de 1300 av. J.-C.. Le rare mobilier funéraire découvert lors des fouilles archéologiques comprend des boutons prismatiques à perforation en « V » caractéristiques de la période chalcolithique et des céramiques proto-talayotiques datées du IIe millénaire av. J.-C. et du Ier millénaire av. J.-C.,.